# Simon Hedlund
Simon Fredrik Hedlund (ur. 11 marca 1993 w Trollhättan) – szwedzki piłkarz występujący na pozycji napastnika lub pomocnika w IF Elfsborg.

## Kariera klubowa

### Początki
Hedlund występował w młodzieżowych zespołach IFK Trollhättan, FC Trollhättan oraz IF Elfsborg.

### IF Elfsborg
W 2012 Hedlund został przesunięty do pierwszego zespołu IF Elfsborg. W Allsvenskan zadebiutował 12 sierpnia 2012 w wygranym 4:1 meczu z Malmö FF. W 88. minucie tego spotkania zastąpił Niklasa Hulta. W sezonie 2012 wywalczył mistrzostwo Szwecji. Pierwszą bramkę w lidze strzelił 3 sierpnia 2013 w przegranym 1:2 spotkaniu z AIK Fotboll. W 2014 zdobył z Elfsborgiem Puchar Szwecji.

### Union Berlin
W sierpniu 2016 przeszedł do Unionu Berlin za 850 tys. euro. Był to najdroższy transfer zespołu z Niemiec w historii klubu. W 2. Bundeslidze zadebiutował 21 września 2016 w wygranym 1:0 meczu z Würzburger Kickers. Pierwszą bramkę w tych rozgrywkach strzelił 5 grudnia 2016 w wygranym 2:0 spotkaniu z Eintrachtem Brunszwik. Łącznie w barwach Unionu w rozgrywkach ligowych wystąpił w 70 spotkaniach, w których strzelił 8 goli.

### Brøndby IF
11 stycznia 2019 został zawodnikiem Brøndby IF. Podpisał z tym klubem 4,5-letni kontrakt. W Superligaen wystąpił po raz pierwszy 10 lutego 2019 w spotkaniu z FC Nordsjælland (3:3). Pierwszą bramkę w tych rozgrywkach zdobył 29 marca 2019 w zremisowanym 2:2 meczu z Odense Boldklub. W sezonie 2020/21 zdobył mistrzostwo Danii. W barwach Brøndby rozegrał 132 ligowe spotkania, strzelając w nich 23 gole.

### Powrót do IF Elfsborg
20 sierpnia 2023 powrócił do IF Elfsborg po siedmiu latach gry w zagranicznych klubach.

## Kariera reprezentacyjna
Hedlund występował w młodzieżowych reprezentacjach Szwecji. W pierwszej reprezentacji zadebiutował 9 stycznia 2020 w wygranym 1:0 meczu towarzyskim z Mołdawią. W 75. minucie tego spotkania zastąpił Jordana Larssona. Pierwszego gola w reprezentacji strzelił trzy dni później w meczu z Kosowem.

## Statystyki

### Klubowe
Stan na 6 kwietnia 2025
| Sezon   | Klub               | Kraj    | Rozgrywki     | Mecze | Bramki | Rozgrywki Europy                     | Mecze | Bramki |
| ------- | ------------------ | ------- | ------------- | ----- | ------ | ------------------------------------ | ----- | ------ |
| 2012    | IF Elfsborg        | Szwecja | Allsvenskan   | 7     | 0      | Liga Europy UEFA                     | 1     | 0      |
| 2013    | IF Elfsborg        | Szwecja | Allsvenskan   | 16    | 2      | Liga Mistrzów UEFA, Liga Europy UEFA | 6     | 0      |
| 2014    | IF Elfsborg        | Szwecja | Allsvenskan   | 27    | 1      | Liga Europy UEFA                     | 4     | 1      |
| 2015    | IF Elfsborg        | Szwecja | Allsvenskan   | 26    | 6      | Liga Europy UEFA                     | 6     | 0      |
| 2016    | IF Elfsborg        | Szwecja | Allsvenskan   | 17    | 5      | –                                    | –     | –      |
| 2016/17 | 1. FC Union Berlin | Niemcy  | 2. Bundesliga | 28    | 3      | –                                    | –     | –      |
| 2017/18 | 1. FC Union Berlin | Niemcy  | 2. Bundesliga | 31    | 5      | –                                    | –     | –      |
| 2018/19 | 1. FC Union Berlin | Niemcy  | 2. Bundesliga | 11    | 0      | –                                    | –     | –      |
| 2018/19 | Brøndby IF         | Dania   | Superligaen   | 16    | 4      | –                                    | –     | –      |
| 2019/20 | Brøndby IF         | Dania   | Superligaen   | 31    | 5      | Liga Europy UEFA                     | 6     | 1      |
| 2020/21 | Brøndby IF         | Dania   | Superligaen   | 31    | 8      | –                                    | –     | –      |
| 2021/22 | Brøndby IF         | Dania   | Superligaen   | 28    | 4      | Liga Mistrzów UEFA, Liga Europy UEFA | 8     | 0      |
| 2022/23 | Brøndby IF         | Dania   | Superligaen   | 25    | 2      | Liga Konferencji Europy UEFA         | 4     | 2      |
| 2023/24 | Brøndby IF         | Dania   | Superligaen   | 1     | 0      | –                                    | –     | –      |
| 2023    | IF Elfsborg        | Szwecja | Allsvenskan   | 8     | 1      | –                                    | –     | –      |
| 2024    | IF Elfsborg        | Szwecja | Allsvenskan   | 29    | 7      | Liga Europy UEFA                     | 16    | 2      |
| 2025    | IF Elfsborg        | Szwecja | Allsvenskan   | 1     | 0      | –                                    | –     | –      |

### Reprezentacyjne
Stan na 6 kwietnia 2025
| Mecze i gole w reprezentacji | Mecze i gole w reprezentacji | Mecze i gole w reprezentacji | Mecze i gole w reprezentacji | Mecze i gole w reprezentacji | Mecze i gole w reprezentacji | Mecze i gole w reprezentacji |
| Szwecja                      | Szwecja                      | Szwecja                      | Szwecja                      | Szwecja                      | Szwecja                      | Szwecja                      |
| Lp.                          | Data                         | Miejsce                      | Przeciwnik                   | Wynik                        | Gol                          | Rozgrywki                    |
| ---------------------------- | ---------------------------- | ---------------------------- | ---------------------------- | ---------------------------- | ---------------------------- | ---------------------------- |
| 1.                           | 09.01.2020                   | Doha, Katar                  | Mołdawia                     | 1:0                          |                              | towarzyski                   |
| 2.                           | 12.01.2020                   | Doha, Katar                  | Kosowo                       | 1:0                          | Gol                          | towarzyski                   |

## Sukcesy
IF Elfsborg
- Mistrzostwo Szwecji: 2012
- Puchar Szwecji: 2013/2014

Brøndby IF
- Mistrzostwo Danii: 2020/2021